# 思い出のすぐそばで/真昼の花火
『思い出のすぐそばで/真昼の花火』（おもいでのすぐそばで/まひるのはなび）は、中孝介の通算2枚目シングル。2006年6月28日発売。

## 収録曲
| 1 | 思い出のすぐそばで                | 作詞：秋元康 作曲：江崎とし子 編曲：羽毛田丈史 映画『着信アリFinal』主題歌 | 4:38 |
| 2 | 真昼の花火                        | 作詞：いしわたり淳治 作曲：江崎とし子 編曲：羽毛田丈史                     | 5:32 |
| 3 | 花束                              | 作詞：小林夏海 作曲：NEMO 編曲：Solaya                                     | 4:37 |
| 4 | 思い出のすぐそばで (instrumental) |                                                                            | 4:38 |
| 5 | 真昼の花火 (instrumental)         |                                                                            | 5:30 |